# Анна (Фалкенщайн)
Анна фон Фалкенщайн (на немски: Anna von Falkenstein; * пр. 1401; † ок. 1420) е благородничка от Фалкенщайн и чрез женитби графиня на Графство Ринек (до 1389) и от 1390 до 1397 г. графиня на Шварцбург.

## Произход
Тя е единствената дъщеря на Филип VI фон Фалкенщайн († 1373) и първата му съпруга графиня Анна фон Катценелнбоген († 1350/1353), дъщеря на граф Вилхелм I фон Катценелнбоген († 1331) и Аделхайд фон Валдек († 1329).
Баща ѝ се жени втори път за Агнес фон Изенбург-Браунсберг и трети път 1353 г. за Агнес фон Фалкенщайн-Мюнценберг († 1380).

## Фамилия
Първи брак: на 6 август 1374 г. се омъжва за граф Готфрид фон Ринек († 10 февруари 1389), вторият син на граф Лудвиг VII фон Ринек († 1330) и графиня Елизабет фон Хоенлое († 1344). Бракът е бездетен.
Втори брак: на 28 август 1390 г.се омъжва за граф Гюнтер XXVII фон Шварцбург († 1397), петият син на граф Хайнрих IX фон Шварцбург († 1358/1360) и Хелена фон Шаумбург-Холщайн-Пинеберг († 1341). Те имат една дъщеря:
- Анна фон Шварцбург († 1421), омъжена на 24 юни 1391 г. за граф Ернст VIII фон Глайхен († 15 юни 1426 при Аусиг)

## Галерия
- Герб на графовете на Ринек
- Герб на фон Шварцбург